# Beth Grant
Beth Grant (Gadsden (Alabama), 18 september 1949) is een Amerikaans actrice, vooral bekend van bijrollen.

## Biografie
Grant is te zien geweest in films als Rain Man (1988), The Dark Half (1993) Speed (1994), Pearl Harbor (2001), Matchstick Men (2003), Little Miss Sunshine (2006) en No Country for Old Men. In 2009 was ze te zien in onder meer All About Steve, met in de hoofdrollen Sandra Bullock en Thomas Haden Church.
Naast films was ze ook te zien in televisieseries als Friends, CSI, Six Feet Under, My Name Is Earl, Wonderfalls, Malcolm in the Middle, Judging Amy en The X-Files. In 2006 had ze een terugkerende rol in negen afleveringen van de dramaserie Jericho.
Ze is getrouwd met acteur Michael Chieffo, met wie ze een kind heeft.

## Filmografie
- 1988 - Rain Man - Moeder van Farm House
- 1990 - Flatliners - Huisvrouw
- 1990 - Child's Play 2 - Mevrouw Kettlewell
- 1993 - The Dark Half - Shayla Beaumont
- 1994 - Speed - Helen
- 1996 - A Time to Kill - Cora Mae Cobb
- 1997 - Lawn Dogs - Trents moeder
- 2001 - Donnie Darko - Kitty Farmer
- 2001 - Pearl Harbor - Motherly Secretary
- 2003 - Matchstick Men - Laundry Lady
- 2005 - Our Very Own - Virginia Kendal
- 2006 - Little Miss Sunshine - Jenkins
- 2006 - Jericho - Gracie Leigh
- 2006 - Factory Girl - Julia Warhol
- 2007 - Southland Tales - Dr. Inga Von Westphalen / Marion Card
- 2007 - No Country for Old Men - Carla Jeans moeder
- 2008 - All About Steve - Mevrouw Horowitz
- 2008 - Hide - Candy
- 2011 - Rango - Bonnie (stem)
- 2011 - The Artist - Peppy's Maid
- 2022 - Amsterdam - Mrs. Dillenbeck